# محمد حلاب
محمد حلاب، هو سياسي ومهندس مغربي، (ولد في 28 أكتوبر 1945 في مدينة الجديدة بالمغرب وتوفي في 30 نوفمبر 2022 في الدار البيضاء). حيث كان محمد حلاب والي جهة طنجة تطوان، وحاكم محافظة طنجة - أصيلة، ثم والي جهة الدار البيضاء الكبرى وحاكم محافظة الدار البيضاء. كما أنه حاصل على وسام عرش القائد.

## حياته
ولد محمد حلاب في عام 1945 في مدينة الجديدة، وسيعمل لأول مرة كمهندس بين عامي 1968 و1971، حيث شغل منصب رئيس خدمة القاعدة الجوية في الدار البيضاء. وفي عام 1974، فكما حصل محمد حلاب على شهادة الهندسة من مدرسة باريس بونتس باريستيش التي لا تزال تحمل اسم المدرسة الوطنية للطرق والجسور. ومن عام 1974 إلى 1980، شغل منصب مدير الأشغال العامة في وجدة. ثم بين 1980 و1982، شغل المنصب نفسه ولكن هذه المرة في مدينة الدار البيضاء. 
ومن 1983 إلى 1985، أصبح مدير للموارد البشرية والتدريب في وزارة الأشغال العامة، وبعد بضع سنوات وتحديدا في عام 1989، شغل   محمد حلاب منصب مدير مكتب التدريب المهني وتعزيز العمل ثم أصبح مديرا لهيئة تنمية الموانئ واستغلالها في عام 1993.
في 2001، تم تعيين محمد حلاب من قبل الملك محمد السادس والي لجهة طنجة تطوان ومحافظ محافظة طنجة - أصيلة حتى يونيو 2005 عندها تم تعيينه والي مؤقت لمقر الوزارة قبل تعيينه في سبتمبر 2005 كمدير للترويج الوطني في وزارة الداخلية.
وفي 22 يناير 2009، عين الملك محمد السادس 37 واليا وحاكما من بينهم محمد حلاب الذي أصبح واليا لجهة الدار البيضاء الكبرى وحاكم محافظة الدار البيضاء حتى 11 مايو 2012، وبعد هذا التاريخ ينجح محمد بوسعيد لولاية المدينة خليفة لحلاب، كما أنه يحمل وسام العرش بدرجة قائد. كما يحمل وسام العرش من رتبة قائد.
توفي محمد حلب في 30 نوفمبر 2022 عن عمر يناهز 77 عاما. كان متزوجا ولديه ثلاثة أطفال.